# 1438 Wendeline
1438 Wendeline је астероид главног астероидног појаса чија средња удаљеност од Сунца износи 3,158 астрономских јединица (АЈ).
Апсолутна магнитуда астероида је 11,4 а геометријски албедо 0,031.